# Entomobrya muscorum
Entomobrya muscorum är en urinsektsart som först beskrevs av Hercule Nicolet 1842.  Entomobrya muscorum ingår i släktet Entomobrya och familjen brokhoppstjärtar. Arten är reproducerande i Sverige. Inga underarter finns listade i Catalogue of Life.